# Втрати 810-ї окремої бригади морської піхоти (РФ)
У статті наведено подробиці втрат 810-ї окремої бригади морської піхоти Збройних сил РФ у різних військових конфліктах.

## Друга чеченська війна
| п/п | Прізвище, ім'я, по-батькові / Позивний                               | Звання                                     | Дата народження | Дата смерті | Місце смерті |
| --- | -------------------------------------------------------------------- | ------------------------------------------ | --------------- | ----------- | ------------ |
| 1.  | Чеболдайкін Микола Валерійович (рос. Чеболдайкин Николай Валерьевич) | молодший сержант                           | 10.01.1979      | 18.09.1999  | Дагестан     |
| 2.  | Нігматуллін Нурулла Фуатович (рос. Нигматуллин Нурулла Фуатович)     | матрос                                     | 29.07.1980      | 14.12.1999  | Аллерой      |
| 3.  | Шарашкин Ігор Олександрович (рос. Шарашкин Игорь Александрович)      | старший лейтенант заступник командира роти | 05.08.1973      | 31.12.1999  |              |
| 4.  | Керімов Гаджі Бозигітович (рос. Керимов Гаджи Бозигитович)           | старший матрос                             | 20.09.1977      | 01.01.2000  |              |
| 5.  | Павлихін Сергій Анатолійович (рос. Павлихин Сергей Анатольевич)      | матрос                                     | 22.10.1980      | 01.01.2000  |              |
| 6.  | Забельський Андрій Сергійович (рос. Забельский Андрей Сергеевич)     | сержант                                    | 18.02.1978      | 10.02.2000  |              |
| 7.  | Радченко Олександр Миколайович (рос. Радченко Александр Николаевич)  | молодший сержант                           | 11.10.1980      | 10.02.2000  |              |
| 8.  | Нікіфоров Олександр Раліфович (рос. Никифоров Александр Ралифович)   | сержант командир відділення                | 30.03.1980      | 22.04.2000  |              |

## Російсько-українська війна
| п/п  | Прізвище, ім'я, по-батькові / Позивний                                            | Звання                                                                                    | Дата народження | Дата смерті   | Місце смерті                                                                                          |
| ---- | --------------------------------------------------------------------------------- | ----------------------------------------------------------------------------------------- | --------------- | ------------- | --- |
| 1.   | Чеботарьов Володимир Михайлович (рос. Чеботарев Владимир Михайлович)              | гвардії матрос                                                                            | 24.01.2001      | 24.02.2022    | |
| 2.   | Бєлоусов Дмитро Владиславович (рос. Белоусов Дмитрий Владиславович)               | гвардії матрос, водій БТР рв                                                              | 22.04.2002      | 28.02.2022    | |
| 3.   | Охота Олексій Іванович (рос. Охота Алексей Иванович)                              | гвардії капітан, командир розвідвзводу                                                    | 01.08.1989      | 28.02.2022    | |
| 4.   | Степаненко Сергій Валерійович (рос. Степаненко Сергей Валерьевич)                 | гвардії сержант, командир відділення                                                      | 05.03.1987      | 28.02.2022    | |
| 5.   | Павловський Станіслав Олексійович (рос. Павловский Станислав Алексеевич)          | гвардії матрос                                                                            | 30.05.1998      | 01.03.2022    | |
| 6.   | Пірожков Олександр Миколаєвич (рос. Пирожков Александр Николаевич)                | гвардії старший сержант, командир дшвід                                                   | 08.09.1984      | 01.03.2022    | |
| 7.   | Писарєв Дмитро Олексійович (рос. Писарев Дмитрий Алексеевич)                      | гвардії матрос                                                                            | 08.02.2001      | 01.03.2022    | |
| 8.   | Кутьков Андрій Васильович (рос. Кутьков Андрей Васильевич)                        | гвардії сержант                                                                           | 1991            | 04.03.2022    | |
| 9.   | Голіченко Олег Валерійович (рос. Голиченко Олег Валерьевич)                       | гвардії молодший сержант, 382 обмп                                                        | 05.11.2001      | 10.03.2022    | Маріуполь                                                                                             |
| 10.  | Єфімов Микола Олександрович (рос. Ефимов Николай Александрович)                   | гвардії сержант, командир відділення рз                                                   | 13.09.1985      | 10.03.2022    | Маріуполь                                                                                             |
| 11.  | Шевченко Данило Сергійович (рос. Шевченко Данила Сергеевич)                       | гвардії матрос                                                                            | 08.12.2002      | 10.03.2022    | Маріуполь                                                                                             |
| 12.  | Шпихов Віктор Миколаєвич (рос. Шпыхов Виктор Николаевич)                          | гвардії матрос, гранатометник                                                             | 11.08.2003      | 10.03.2022    | Маріуполь                                                                                             |
| 13.  | Важенін Кирило Ігорович (рос. Важенин Кирилл Игоревич)                            | гвардії старший сержант, командир машини                                                  | 07.11.1991      | 11.03.2022    | Маріуполь                                                                                             |
| 14.  | Гераськін Михайло Андрійович (рос. Гераськин Михаил Андреевич)                    | гвардії матрос, 382 обмп                                                                  | 2001            | 11.03.2022    | Маріуполь                                                                                             |
| 15.  | Єгоров Євген Михайлович (рос. Егоров Евгений Михайлович)                          | гвардії старший сержант, заступник командира взводу                                       | 21.04.1978      | 11.03.2022    | Маріуполь                                                                                             |
| 16.  | Мельник Богдан Русланович (рос. Мельник Богдан Русланович)                        | гвардії старший матрос                                                                    | 04.02.2002      | 11.03.2022    | Маріуполь                                                                                             |
| 17.  | Дімков Олександр Олександрович (рос. Димков Александр Александрович)              | гвардії сержант                                                                           | 27.05.1992      | 13.03.2022    | Маріуполь                                                                                             |
| 18.  | Абраменко Микола Юрійович (рос. Абраменко Николай Юрьевич)                        | гвардії матрос, 382 обмп                                                                  | 01.10.1993      | 14.03.2022    | |
| 19.  | Гуцел Микола Олексійович (рос. Гуцел Николай Алексеевич)                          | гвардії матрос, кулеметник дшр 382 обмп                                                   | 02.04.1999      | 14.03.2022    | Маріуполь                                                                                             |
| 20.  | Бухарін Євген Сергійович (рос. Бухарин Евгений Сергеевич)                         | гвардії старший матрос, дшр                                                               | 03.05.1995      | 14.03.2022    | Маріуполь                                                                                             |
| 21.  | Кононов Іван Михайлович (рос. Кононов Иван Михайлович)                            | гвардії старший лейтенант, заступник командира дшр, інструктор з ПДП, 382 обмп            | 20.09.1986      | 14.03.2022    | Маріуполь                                                                                             |
| 22.  | Онопченко Олексій Андрійович (рос. Онопченко Алексей Андреевич)                   | гвардії молодший сержант, навідник БТР                                                    | 15.06.2001      | 14.03.2022    | Маріуполь                                                                                             |
| 23.  | Чугаєв Володимир Валерійович (рос. Чугаев Владимир Валерьевич)                    | гвардії старший прапорщик, дшр 382 обмп                                                   | 05.07.1983      | 14.03.2022    | |
| 24.  | Булгаков Іван Євгенович (рос. Булгаков Иван Евгеньевич)                           | гвардії єфрейтор, інспектор взводу військової поліції                                     | 26.05.1995      | 15.03.2022    | Маріуполь                                                                                             |
| 25.  | Булдаков Дмитро Сергійович (рос. Булдаков Дмитрий Сергеевич)                      | гвардії старший сержант, командир автвід взаб дшб                                         | 09.09.1987      | 15.03.2022    | Маріуполь                                                                                             |
| 26.  | Конарбаєв Аскар Барашевич (рос. Конарбаев Аскар Барашевич)                        | гвардії капітан, командир 1-ї рдр рб                                                      | 01.01.1988      | 15.03.2022    | Маріуполь                                                                                             |
| 27.  | Лукін Іван Борисович (рос. Лукин Иван Борисович)                                  | гвардії матрос, кулеметник рр                                                             | 05.04.1998      | 15.03.2022    | Маріуполь                                                                                             |
| 28.  | Плохіх Григорій Євгенович (рос. Плохих Григорий Евгеньевич)                       | гвардії матрос, артилерист                                                                | 11.06.2002      | 15.03.2022    | Маріуполь                                                                                             |
| 29.  | Пурахін Сергій Володимирович (рос. Пурахин Сергей Владимирович)                   | гвардії старший сержант, командир взвода арт. розвідки                                    | 1987            | 15.03.2022    | |
| 30.  | Пуртов Данило Олексійович (рос. Пуртов Данила Алексеевич)                         | гвардії матрос, дшб                                                                       | 21.10.2000      | 15.03.2022    | |
| 31.  | Огоньков Микита Сергійович (рос. Огоньков Никита Сергеевич)                       | гвардії матрос, навідник-оператор 382 обмп                                                |                 | 15.03.2022    | Маріуполь                                                                                             |
| 32.  | Лебединський Станіслав Сергійович (рос. Лебединский Станислав Сергеевич)          | гвардії матрос, механік-водій дшб                                                         | 13.11.1993      | 15.03.2022    | |
| 33.  | Кузьмін Іван Олександрович (рос. Кузьмин Иван Александрович)                      | гвардії старший лейтенант, командир саперного взводу                                      | 04.03.1987      | 16.03.2022    | |
| 34.  | Подгорнов Артем Олегович (рос. Подгорнов Артем Олегович)                          | гвардії матрос                                                                            | 14.09.2000      | 16.03.2022    | Маріуполь                                                                                             |
| 35.  | Савицький Дмитро Петрович (рос. Савицкий Дмитрий Петрович)                        | гвардії старший матрос, водій рдр рб                                                      | 28.04.1994      | 17.03.2022    | Маріуполь                                                                                             |
| 36.  | Верболоз Артем Олександрович (рос. Верболоз Артём Александрович)                  | гвардії матрос, 382 обмп                                                                  | 05.05.2001      | 18.03.2022    | Маріуполь                                                                                             |
| 37.  | Шипіцин Олег Олександрович (рос. Шипицин Олег Александрович)                      | гвардії старший матрос, 382 обмп                                                          | 17.07.1974      | 18.03.2022    | Маріуполь                                                                                             |
| 38.  | Багіров Ельдар Русланович (рос. Багиров Эльдар Русланович)                        | гвардії старший матрос                                                                    | 15.12.1998      | 19.03.2022    | Маріуполь                                                                                             |
| 39.  | Санжаков Владислав Вікторович (рос. Санжаков Владислав Викторович)                | гвардії старший матрос, навідник розвідувального батальйону                               | 27.04.1998      | 19.03.2022    | Маріуполь                                                                                             |
| 40.  | Тазін Роман Альбертович (рос. Тазин Роман Альбертович)                            | гвардії старший сержант, розвідник-снайпер                                                | 06.09.1990      | 22.03.2022    | Маріуполь                                                                                             |
| 41.  | Шаров Олексій Миколайович (рос. Шаров Алексей Николаевич)                         | гвардії полковник, командир бригади                                                       | 06.02.1980      | 22.03.2022    | Маріуполь                                                                                             |
| 42.  | Востриков Дмитро Вікторович "Купол" (рос. Востриков Дмитрий Викторович)           | гвардії майор, заступник командира дшб                                                    | 08.02.1988      | 23.03.2022    | Маріуполь                                                                                             |
| 43.  | Омаров Шаміль Магомедович (рос. Омаров Шамиль Магомедович)                        | гвардії матрос, командир відділення дшб                                                   | 22.06.1992      | 23.03.2022    | Маріуполь                                                                                             |
| 44.  | Гутовський Максим Юрійович (рос. Гутовский Максим Юрьевич)                        | гвардії матрос, навідник залпового вогню реав реабатр                                     | 06.03.1999      | 24.03.2022    | |
| 45.  | Діков Данило Михайлович (рос. Диков Даниил Михайлович)                            | гвардії матрос                                                                            | 02.07.1999      | 24.03.2022    | м. Бердянськ                                                                                          |
| 46.  | Жилкін Олег Сергійович (рос. Жилкин Олег Сергеевич)                               | гвардії старший матрос, старший навідник реабатр                                          | 08.01.2002      | 24.03.2022    | м. Бердянськ                                                                                          |
| 47.  | Ісайчев Валентин Вадимович (рос. Исайчев Валентин Вадимович)                      | гвардії матрос                                                                            | 07.02.2001      | 24.03.2022    | м. Бердянськ                                                                                          |
| 48.  | Костєнніков Кирило Анатолійович (рос. Костенников Кирилл Анатольевич)             | гвардії лейтенант, командир ву реабатр                                                    | 03.03.1991      | 24.03.2022    | м. Бердянськ                                                                                          |
| 49.  | Куришев Данило Олегович (рос. Курышев Даниил Олегович)                            | гвардії матрос, розрахунок артилерійського взводу                                         | 17.03.2000      | 24.03.2022    | м. Бердянськ                                                                                          |
| 50.  | Мударисов Руслан Едуардович (рос. Мударисов Руслан Эдуардович)                    | гвардії єфрейтор, навідник                                                                | 23.04.2001      | 24.03.2022    | |
| 51.  | Петченко Євген Георгійович (рос. Петченко Евгений Георгиевич)                     | гвардії сержант, командир відділення                                                      | 17.02.1994      | 24.03.2022    | м. Бердянськ на «Цезарі Кунікові»                                                                     |
| 52.  | Попов Роман Ігорович (рос. Попов Роман Игоревич)                                  | гвардії молодший сержант, водій заряджаючий відділення тяги реабатр                       | 21.08.1998      | 24.03.2022    | м. Бердянськ                                                                                          |
| 53.  | Шешуков Павло Станіславович (рос. Шешуков Павел Станиславович)                    | гвардії матрос, майстер-номер розрахунку гсав габатр гсадн                                | 02.10.1998      | 24.03.2022    | |
| 54.  | Доронін Сергій Антонович (рос. Доронин Сергей Антонович)                          | гвардії матрос                                                                            |                 | 26.03.2022    | Маріуполь                                                                                             |
| 55.  | Кривопалов Володимир Миколаєвич (рос. Кривопалов Владимир Николаевич)             | гвардії сержант, командир відділення                                                      | 06.01.1989      | до 27.03.2022 | Маріуполь                                                                                             |
| 56.  | Боровой Єгор Олександрович (рос. Боровой Егор Александрович)                      | гвардії сержант, 382 обмп                                                                 | 26.08.2000      | 27.03.2022    | Маріуполь                                                                                             |
| 57.  | Байзигітів Ільнар Іршатович (рос. Байзигитов Ильнар Иршатович)                    | гвардії лейтенант, командир дшв                                                           | 28.07.1997      | 27.03.2022    | |
| 58.  | Кримененко Ярослав Петрович (рос. Кримененко Ярослав Петрович)                    | гвардії старший матрос, 382 обмп                                                          | 17.03.2000      | 28.03.2022    | Маріуполь                                                                                             |
| 59.  | Лавриченко Олександр Павлович (рос. Лавриченко Александр Павлович)                | гвардії старший лейтенант, командир ВУНА                                                  | 13.08.1984      | 29.03.2022    | Маріуполь                                                                                             |
| 60.  | Шарафетдінов Вадим Ільшатович (рос. Шарафетдинов Вадим Ильшатович)                | гвардії старший матрос, 382 обмп                                                          | 21.07.1998      | 31.03.2022    | |
| 61.  | Мурзагулов Амен Миколайович (рос. Мурзагулов Амен Миколайович)                    | гвардії сержант, командир відділення                                                      | 31.05.1988      | 02.04.2022    | Маріуполь                                                                                             |
| 62.  | Дрожьовкін Дмитро Дмитрович (рос. Дрожевкин Дмитрий Дмитриевич)                   | гвардії старший сержант                                                                   | 11.03.1994      | 03.04.2022    | помер від ран у військовому шпиталі м. Красногорск (Московська обл.)                                  |
| 63.  | Демірджі Дмитро Артемович (рос. Демирджи Дмитрий Артемович)                       | гвардії молодший сержант, 382 обмп                                                        | 12.10.1985      | 06.04.2022    | |
| 64.  | Григоренко Євген Сергійович (рос. Григоренко Евгений Сергеевич)                   | гвардії капітан, начальник картографічної служби                                          | 30.08.1990      | 07.04.2022    | Маріуполь                                                                                             |
| 65.  | Бондаренко Сергій Сергійович (рос. Бондаренко Сергей Сергеевич)                   | гвардії єфрейтор, розвідник-гранатометник рдр                                             | 27.09.1994      | 08.04.2022    | Маріуполь                                                                                             |
| 66.  | Веселков Владислав Володимирович "Весёлый" (рос. Веселков Владислав Владимирович) | гвардії старший лейтенант, командир взводу рдр                                            | 24.01.1994      | 10.04.2022    | Маріуполь                                                                                             |
| 67.  | Шишов Олег Володимирович (рос. Шишов Олег Владимирович)                           | гвардії старший сержант, механік-водій                                                    | 05.09.1978      | 10.04.2022    | |
| 68.  | Садиков Руслан Рамилевич (рос. Садыков Руслан Рамилевич)                          | гвардії старший матрос                                                                    | 08.11.2001      | 12.04.2022    | Маріуполь                                                                                             |
| 69.  | Сінкевич Юрій Олександрович (рос. Синкевич Юрий Александрович)                    | гвардії сержант, десантно-штурмовий батальйон                                             | 1982            | 16.04.2022    | Маріуполь                                                                                             |
| 70.  | Гладков Олексій Олексійович (рос. Гладков Алексей Алексеевич)                     | гвардії старший прапорщик                                                                 | 25.11.1985      | 16.04.2022    | Маріуполь                                                                                             |
| 71.  | Петелько Євген Олегович (рос. Петелько Евгений Олегович)                          | гвардії молодший сержант, командир автвід дшв                                             |                 | 16.04.2022    | Маріуполь                                                                                             |
| 72.  | Арбузов Денис Олександрович (рос. Арбузов Денис Александрович)                    | гвардії матрос                                                                            | 26.03.1991      | 18.04.2022    | |
| 73.  | Каретник Віталій Євгенович (рос. Каретник Виталий Евгеньевич)                     | гвардії матрос, стрілець – помічник гранатометника                                        | 11.11.2001      | 21.04.2022    | Маріуполь                                                                                             |
| 74.  | Старовойтов Максим Владиславович (рос. Старовойтов Максим Владиславович)          | гвардії старший матрос, кулеметник 2-ї роти 382 обмп                                      | 11.08.2000      | 21.04.2022    | Маріуполь                                                                                             |
| 75.  | Шевченко Денис Сергійович (рос. Шевченко Денис Сергеевич)                         | гвардії матрос, 382 обмп                                                                  |                 | 21.04.2022    | |
| 76.  | Телехов Євген Вікторович (рос. Телехов Евгений Викторович)                        | гвардії єфрейтор                                                                          | 04.04.1990      | 21.04.2022    | с. Любимівка, Херсонська область                                                                      |
| 77.  | Торба Ігор Олександрович (рос. Торба Игорь Александрович)                         | гвардії матрос, механік-водій                                                             | 12.12.1997      | 22.04.2022    | Маріуполь                                                                                             |
| 78.  | Павлов Геннадій Олександрович (рос. Павлов Геннадий Александрович)                | гвардії молодший сержант, водій-електрик дшб                                              | 02.12.1989      | 30.04.2022    | Маріуполь                                                                                             |
| 79.  | Трощєв Дмитро Сергійович (рос. Трощев Дмитрий Сергеевич)                          | гвардії старший матрос, оператор зенітного дивізіону                                      | 03.05.2001      | 02.05.2022    | під час битви за о. Зміїний                                                                           |
| 80.  | Юшков Іван Валерійович (рос. Юшков Иван Валерьевич)                               | гвардії єфрейтор                                                                          | 1999            | 03.05.2022    | Маріуполь                                                                                             |
| 81.  | Бутнарь Андрій Андрійович (рос. Бутнарь Андрей Андреевич)                         | гвардії матрос, рр                                                                        | 05.06.1997      | 07.05.2022    | |
| 82.  | Пасинков Роман Олексійович (рос. Пасынков Роман Алексеевич)                       | гвардії капітан 3-го рангу, начальник відділення служби військ військової служби штабу ЧФ | 02.04.1987      | 07.05.2022    | під час битви за о. Зміїний                                                                           |
| 83.  | Цидипов Зоригто Циренович (рос. Цыдыпов Зоригто Цыренович)                        | гвардії старший матрос, механік-водій-електрик                                            | 01.03.2002      | 08.05.2022    | під час битви за о. Зміїний                                                                           |
| 84.  | Морозов Антон Олександрович "Топаз" (рос. Морозов Антон Александрович)            | гвардії майор, командир дшр                                                               | 02.06.1989      | 16.05.2022    | Маріуполь                                                                                             |
| 85.  | Руденко Олександр Андрійович (рос. Руденко Александр Андреевич)                   | гвардії старший матрос, рб                                                                | 20.07.2000      | 18.05.2022    | |
| 86.  | Агафонов Петро Сергійович (рос. Агафонов Пётр Сергеевич)                          | гвардії старший лейтенант, командир взводу                                                | 13.09.1994      | до 19.05.2022 | |
| 87.  | Довбаш Андрій Миколайович (рос. Довбаш Андрей Николаевич)                         | гвардії старший матрос                                                                    | 19.04.2000      | 20.05.2022    | |
| 88.  | Мупкін Данило Костянтинович (рос. Мупкин Даниил Константинович)                   | гвардії майор, заступником командира бригади з військово-політичної роботи 382 обмп       | 16.07.1986      | 30.05.2022    | |
| 89.  | Сєріков Валерій Костянтинович (рос. Сериков Валерий Константинович)               | гвардії матрос, стрілець – гранатометник 382 обмп                                         | 15.03.2001      | 30.05.2022    | |
| 90.  | Дорохін Владислав Олександрович (рос. Дорохин Владислав Александрович)            | гвардії матрос                                                                            | 08.09.2000      | 21.06.2022    | с. Єгорівка, Донецька область                                                                         |
| 91.  | Жмака Данило (рос. Жмака Даниил)                                                  | гвардії старший лейтенант, командир ву                                                    |                 | 21.06.2022    | с. Павлівка, Донецька область                                                                         |
| 92.  | Єгоров Павло Володимирович (рос. Егоров Павел Владимирович)                       | гвардії старший сенжант, командир міномету                                                |                 | 21.06.2022    | с. Павлівка, Донецька область                                                                         |
| 93.  | Шахбанов Іслам (рос. Шахбанов Ислам)                                              | гвардії матрос                                                                            |                 | 21.06.2022    | с. Павлівка, Донецька область                                                                         |
| 94.  | Висоцький Роман Іванович (рос. Высоцкий Роман Иванович)                           | гвардії сержант, командир відділення                                                      |                 | 21.06.2022    | с. Павлівка, Донецька область                                                                         |
| 95.  | Жмайлов Валентин Сергійович (рос. Жмайлов Валентин Сергеевич)                     | гвардії рядовий, 382 обмп                                                                 |                 | до 24.06.2022 | |
| 96.  | Пушкар Дмитро Олександрович (рос. Пушкарь Дмитрий Александрович)                  | гвардії рядовий, 382 обмп                                                                 |                 | до 11.08.2022 | |
| 97.  | Вєтров Андрій Русланович (рос. Ветров Андрей Русланович)                          |                                                                                           | 14.08.2002      | 30.08.2022    | |
| 98.  | Кузнєцов Сергій Сергійович (рос. Кузнецов Сергей Сергеевич)                       |                                                                                           | 11.10.1997      | 31.08.2022    | |
| 99.  | Зубков Максим Володимирович (рос. Зубков Максим Владимирович)                     | гвардії старший лейтенант, командир взводу ПТКР                                           | 22.08.1995      | 02.09.2022    | с. Безіменне, Херсонська область                                                                      |
| 100. | Корольов Микита Олександрович "Король" (рос. Королёв Никита Александрович)        | гвардії матрос                                                                            | 04.08.2001      | 02.09.2022    | с. Безіменне, Херсонська область                                                                      |
| 101. | Малишев Сергій Анатолійович "Химуль" (рос. Малышев Сергей Анатольевич)            | гвардії лейтенант, командир взводу                                                        | 03.12.1986      | 02.09.2022    | с. Безіменне, Херсонська область                                                                      |
| 102. | Череменов Олександр Сергійович "Замполит" (рос. Черемёнов Александр Сергеевич)    | гвардії молодший сержант, дшб                                                             | 01.04.1992      | 02.09.2022    | с. Безіменне, Херсонська область                                                                      |
| 103. | Вахтуров Антон Вадимович (рос. Вахтуров Антон Вадимович)                          | гвардії єфрейтор, стрілок десантно-штурмового батальйону                                  | 07.08.1993      | 08.09.2022    | Херсонська область                                                                                    |
| 104. | Водолазський Дмитро "Маэстро" (рос. Водолазский Дмитрий)                          |                                                                                           |                 | 08.09.2022    | с. Безіменне, Херсонська область                                                                      |
| 105. | Кодров Андрій Ігорович (рос. Кодров Андрей Игоревич)                              |                                                                                           | 20.06.1981      | 08.09.2022    | Бериславський район                                                                                   |
| 106. | Коноваленко Ігор Геннадійович (рос. Коноваленко Игорь Геннадьевич)                | гвардії старший сержант, заступник комвзводу - командир зброї 1 гсав                      | 09.01.1978      | 08.09.2022    | Херсонська область                                                                                    |
| 107. | Ушаков Дмитро Сергійович (рос. Ушаков Дмитрий Сергеевич)                          | гвардії старший матрос                                                                    | 14.05.2000      | 08.09.2022    | Херсонська область                                                                                    |
| 108. | Сиромаха Олег Володимирович "Индеец" (рос. Сиромаха Олег Владимирович)            | гвардії рядовий, стрілок десантно-штурмового батальйону                                   | 23.09.1986      | 21.09.2022    | с. Безіменне, Херсонська область                                                                      |
| 109. | Кичак Олександр Олегович (рос. Кичак Александр Олегович)                          | гвардії матрос, старший стрілець                                                          | 17.07.2000      | 23.09.2022    | |
| 110. | Лавров Микита Євгенович (рос. Лавров Никита Евгеньевич)                           | гвардії матрос                                                                            | 14.04.2001      | 24.09.2022    | с. Безіменне, Херсонська область                                                                      |
| 111. | Каширських Олександр Іванович (рос. Каширских Александр Иванович)                 | гвардії капітан, командир гсав                                                            | 27.10.1989      | 09.10.2022    | с. Чкалове, Херсонська область                                                                        |
| 112. | Костеєв Олексій Михайлович (рос. Костеев Алексей Михайлович)                      | гвардії старший матрос, старший механік-водій гсав                                        | 08.04.1987      | 09.10.2022    | с. Чкалове, Херсонська область                                                                        |
| 113. | Сава Олександр Євгенович (рос. Сава Александр Евгеньевич)                         | гвардії матрос                                                                            | 12.12.2001      | 09.10.2022    | |
| 114. | Цигоній Володимир Володимирович (рос. Цыгоний Владимир Владимирович)              |                                                                                           | 20.05.2001      | 09.10.2022    | |
| 115. | Туленков Іван Миколайович "Тула" (рос. Туленков Иван Николаевич)                  | гвардії молодший сержант, командир розвідувального відділення                             | 21.04.1993      | 06.11.2022    | |
| 116. | Постольник Олександр Мойсейович "Кетч" (рос. Постольник Александр Моисеевич)      | гвардії сержант, командир відділення, штурмовий загін "Шторм"                             | 02.08.1976      | 10.12.2022    | острів Білогрудів, Херсонська область                                                                 |
| 117. | Куліков Олексій Олександрович (рос. Куликов Алексей Александрович)                | гвардії лейтенант, командир стрілецького взводу окремої роти стрілецького батальйону      | 02.07.1992      | 18.12.2022    | м. Гола Пристань, Херсонська область                                                                  |
| 118. | Кльопов Дмитро В'ячеславович "Демон" (рос. Клёпов Дмитрий Вячеславович)           | гвардії лейтенант, заступник командира дшр з військово-політичної роботи                  | 20.01.1989      | 19.12.2022    | Херсонська область                                                                                    |
| 119. | Мельниченко Дмитро Олегович (рос. Мельниченко Дмитрий Олегович)                   | гвардії старшина I статті, номера розрахунку мінв                                         | 19.07.1985      | 19.12.2022    | м. Гола Пристань, Херсонська область                                                                  |
| 120. | Жасимов Альбек Іскакович (рос. Жасимов Альбек Искакович)                          | гвардії старший сержант, кулеметник 382 обмп                                              | 05.02.1990      | 06.01.2023    | |
| 121. | Гудовських Сергій Юрійович (рос. Гудовских Сергей Юрьевич)                        | гвардії майор, 382 обмп                                                                   | 24.12.1967      | 23.02.2023    | |
| 122. | Лушніков Михайло Михайлович (рос. Лушников Михаил Михайлович)                     | гвардії матрос                                                                            | 14.02.1983      | 17.06.2023    | с. П'ятихатки, Запорізька область                                                                     |
| 123. | Мартинов Станіслав Костянтинович (рос. Мартынов Станислав Константинович)         | гвардії матрос                                                                            | 02.11.2000      | 17.06.2023    | с. П'ятихатки, Запорізька область                                                                     |
| 124. | Гурін Геннадій Геннадійович "Медведь" (рос. Гурин Геннадий Геннадьевич)           | гвардії рядовий, стрілок 2-ї роти дшб                                                     | 24.02.1981      | 27.06.2023    | |
| 125. | Федосєєв Федір Валерійович "Керчь" (рос. Федосеев Федор Валерьевич)               | гвардії матрос                                                                            | 26.03.1977      | 27.06.2023    | с. Роботине, Запорізька область                                                                       |
| 126. | Селютін Євген Іванович (рос. Селютин Евгений Иванович)                            | гвардії старший сержант, старший оператор-дешифрувальник розвідроти                       |                 | до 30.06.2023 | під Оріховим, Запорізька область                                                                      |
| 127. | Пепеляєв Костянтин Васильович "Карась" (рос. Пепеляев Константин Васильевич)      | гвардії старшина, санінструктор                                                           | 1980            | до 04.07.2023 | помер у шпиталі після поранень отриманих на Оріхівському напрямку, Запорізька область                 |
| 128. | Бурахін Євген (рос. Бурахин Евгений)                                              |                                                                                           |                 | 04.07.2023    | |
| 129. | Костянов Андрій Миколайович "Андроид" (рос. Костянов Андрей Николаевич)           | гвардії старший сержант, командир відділення                                              |                 | до 07.07.2023 | Запорізька область                                                                                    |
| 130. | Бабкін Олександр (рос. Бабкин Александр)                                          | гвардії молодший сержант, 3й штурмовий батальйон                                          | 10.06.1976      | 09.07.2023    | с. Роботине, Запорізька область                                                                       |
| 131. | Козаков Еміль Шевкетович "Барс" та "Испанец" (рос. Казаков Эмиль Шевкетович)      | командир відділення 1 дшв 2 дшр дшб                                                       | 10.11.1986      | 11.07.2023    | с. Роботине, Запорізька область                                                                       |
| 132. | Аліфанов Сергій Олександрович (рос. Алифанов Сергей Александрович)                |                                                                                           | 06.04.1999      | 12.07.2023    | |
| 133. | Чепа Володимир Олександрович "Егерь" (рос. Чепа Владимир Александрович)           | гвардії майор, командир розвід. батальйону                                                | 22.04.1990      | 12.07.2023    | с. Роботине, Запорізька область                                                                       |
| 134. | Паюк Генріх Володимирович (рос. Паюк Генрих Владимирович)                         | гвардії молодший сержант                                                                  | 28.02.2000      | до 13.07.2023 | |
| 135. | Бекмухамедов Едуард Фаридович (рос. Бекмухамедов Эдуард Фаридович)                |                                                                                           | 06.04.1976      | 14.07.2023    | с. Роботине, Запорізька область                                                                       |
| 136. | Лінкін Юрій Спартакович (рос. Линкин Юрий Спартакович)                            | гвардії молодший лейтенант, командир танкового взводу загону «Шторм»                      |                 | до 15.07.2023 | Токмацький район, Запорізька область                                                                  |
| 137. | Атабієв Гумар Алійович "Али" (рос. Атабиев Гумар Алиевич)                         |                                                                                           | 22.03.1996      | 22.07.2023    | с. Роботине, Запорізька область                                                                       |
| 138. | Насібуллін Мурат Гарібзянович (рос. Насибуллин Мурат Гарибзянович)                | загін «‎Шторм Z»                                                                           | 18.12.1981      | 24.07.2023    | |
| 139. | Поляков Євген Андрійович (рос. Поляков Евгений Андреевич)                         |                                                                                           | 1991            | 27.07.2023    | с. Роботине, Запорізька область                                                                       |
| 140. | Волков Павло Євгенович (рос. Волков Павел Евгеньевич)                             | гвардії старший сержант, водій                                                            | 01.03.1981      | 02.08.2023    | с. Роботине, Запорізька область                                                                       |
| 141. | Єфименко Василь (рос. Ефименко Василий)                                           | снайпер                                                                                   |                 | 03.08.2023    | с. Роботине, Запорізька область                                                                       |
| 142. | Шакіров Адель Айратович "Шакир" (рос. Шакиров Адель Айратович)                    | гвардії рядовий                                                                           | 02.05.1998      | 07.08.2023    | с. Роботине, Запорізька область                                                                       |
| 143. | Яхін Ільяс Ісмаїлович "Волга" (рос. Яхин Ильяс Исмаилович)                        | командир САУ «Гіацинт», штурмовий загін "Шторм"                                           | 07.01.1995      | 13.08.2023    | |
| 144. | Кучма Олександр Сергійович (рос. Кучма Александр Сергеевич)                       | старший стрілок мотострілецького відділення                                               | 20.08.1979      | 14.08.2023    | с. Роботине, Запорізька область                                                                       |
| 145. | Маматулин Рустам Тимерголиевич (рос. Маматулин Рустам Тимерголиевич)              | старший стрілок мотострілецького відділення                                               | 13.07.1986      | 14.08.2023    | |
| 146. | Павлов Юрій Юрійович (рос. Павлов Юрий Юрьевич)                                   | гвардії майор, начальник штабу батальйону                                                 |                 | до 17.08.2023 | помер від ран у шпиталі                                                                               |
| 147. | Ворожейкін Володимир Сергійович (рос. Ворожейкин Владимир Сергеевич)              | екіпаж САУ «Гіацинт», штурмовий загін "Шторм"                                             |                 | 18.08.2023    | помер у шпиталі Санкт-Петербурга після поранень отриманих 11.08.2023 у с. Харкове, Запорізька область |
| 148. | Сердюк Кирило (рос. Сердюк Кирилл)                                                | гранатометник мотострілкового взводу                                                      | 24.04.2000      | 14.08.2023    | |
| 149. | Попов Роман Володимирович "Рамазан" (рос. Попов Роман Владимирович)               | гвардії старшина, стрілок-помічник гранатомєтника дш відділення                           | 31.10.1978      | 18.08.2023    | с. Роботине, Запорізька область                                                                       |
| 150. | Погребний В'ячеслав Іванович (рос. Погребной Вячеслав Иванович)                   | гвардії майор, командир мінометної батареї                                                |                 | до 22.08.2023 | с. Роботине, Запорізька область                                                                       |
| 151. | Філіппенко Андрій Володимирович (рос. Филиппенко Андрей Владимирович)             | гвардії молодший сержант                                                                  |                 | до 22.08.2023 | помер у шпиталі після поранень отриманих на Времіївському виступі, Запорізька область                 |
| 152. | Кужекін Іван Іванович (рос. Кужекин Иван Иванович)                                | гвардії молодший сержант, снайпер стрілецького відділення                                 |                 | до 23.08.2023 | с. Роботине, Запорізька область                                                                       |
| 153. | Старчиков Артем Валерійович (рос. Старчиков Артем Валерьевич)                     | гвардії сержант, командир відділення зрбатр                                               |                 | до 23.08.2023 | с. Роботине, Запорізька область                                                                       |
| 154. | Арсенюк Георгій Валерійович (рос. Арсенюк Георгий Валерьевич)                     |                                                                                           | 21.10.1998      | 21.08.2023    | с. Роботине, Запорізька область                                                                       |
| 155. | Косенко Олександр Юрійович (рос. Косенко Александр Юрьевич)                       | гвардії єфрейтор                                                                          | 20.06.1995      | 28.08.2023    | с. Роботине, Запорізька область                                                                       |
| 156. | Притуляк Іван Валерійович (рос. Притуляк Иван Валерьевич)                         | гвардії майор, командир взводу                                                            | 26.09.1979      | 28.08.2023    | с. Роботине, Запорізька область                                                                       |
| 157. | Будзейко Олександр (рос. Будзейко Александр)                                      | гвардії старший прапорщик, зв'язківець                                                    |                 | до 02.09.2023 | с. Роботине, Запорізька область                                                                       |
| 158. | Арашкевич Денис Георгійович (рос. Арашкевич Денис Георгиевич)                     | кулеметник, 1 мсб                                                                         | 18.01.1997      | 03.09.2023    | помер у шпиталі Севастополя після поранень отриманих до 30.08.2023                                    |
| 159. | Ягудаєв Давид Ісламович (рос. Ягудаев Давид Исламович)                            | гвардії сержант, старший санітар                                                          | 08.09.1992      | 04.09.2023    | |
| 160. | Величко Костянтин "Котэ" (рос. Величко Константин)                                |                                                                                           |                 | до 10.09.2023 | с. Роботине, Запорізька область                                                                       |
| 161. | Устюгов Дмитро Валерійович "Гранит" (рос. Устюгов Дмитрий Валерьевич)             | гвардії лейтенант, заступник командира роти з військово-політичної роботи                 |                 | до 15.09.2023 | |
| 162. | Голуб Микола (рос. Голуб Николай)                                                 | гвардії сержант, заступник командира взводу, 1 мсб                                        | 1990            | до 27.09.2023 | |
| 163. | Мірошниченко Ігор Васильович (рос. Мирошниченко Игорь Васильевич)                 | водій                                                                                     | 05.08.1973      | 30.09.2023    | Василівський район, Запорізька область                                                                |
| 164. | Єфремов Олександр "Вист" (рос. Ефремов Александр)                                 | гвардії лейтенант, медичний взвод                                                         | 15.02.1986      | 13.10.2023    | Запорізька область                                                                                    |
| 165. | Супрун Павло Павлович "Чех" (рос. Супрун Павел Павлович)                          | гвардії молодший сержант                                                                  |                 | 21.10.2023    | |
| 166. | Сергєєв Денис Сергійович "Ленин" (рос. Сергеев Денис Сергеевич)                   | 1 рота дшб                                                                                | 11.03.1987      | 23.10.2023    | |
| 167. | Торопов Володимир Сергійович "Кимоно" (рос. Торопов Владимир Сергеевич)           | гвардії лейтенант, командир роти зв'язку                                                  | 21.10.1987      | 29.10.2023    | |
| 168. | Могилевський Сергій Вікторович (рос. Могилевский Сергей Викторович)               | гвардії матрос                                                                            | 21.02.2003      | 30.10.2022    | с. Кринки, Херсонська область                                                                         |
| 169. | Суханов Ян Олександрович (рос. Суханов Ян Александрович)                          | гвардії підполковник, начальник штабу бригади                                             | 25.11.1977      | 08.11.2023    | помер від ран у шпиталі ім. Н.М. Бурденко, м. Москва                                                  |
| 170. | Клягін Артем Едуардович (рос. Клягин Артем Эдуардович)                            | гвардії рядовий                                                                           |                 | до 13.11.2023 | с. Безіменне, Херсонська область                                                                      |
| 171. | Нагірний Павло Іванович (рос. Нагорный Павел Иванович)                            | гвардії молодший сержант, навідник мотострілкового батальйону                             |                 | 17.11.2023    | |
| 172. | Гімаєв Ігор Валерійович (рос. Гимаев Игорь Валерьевич)                            | гвардії сержант, командир мотострілецького відділення                                     |                 | до 19.11.2023 | |
| 173. | Стадниченко Валерій Володимирович (рос. Стадниченко Валерий Владимирович)         | гвардії молодший сержант                                                                  |                 | до 20.11.2023 | с. Кринки, Херсонська область                                                                         |
| 174. | Гежа Антон Олександрович "Батыр" (рос. Гежа Антон Александрович)                  |                                                                                           | 06.11.1999      | 21.11.2023    | помер у шпиталі Москви після поранень отриманих 13.11.2023 у с. Кринки, Херсонська область            |
| 175. | Германов Євген Іванович (рос. Германов Евгений Иванович)                          | гвардії рядовий                                                                           |                 | 24.11.2023    | с. Кринки, Херсонська область                                                                         |
| 176. | Куспанов Айдар Кайратович "Удар" (рос. Куспанов Айдар Кайратович)                 | гвардії лейтенант, командир гранатометного взводу 382 обмп                                | 20.09.1992      | 18.12.2023    | |
| 177. | Бабін Павло Володимирович (рос. Бабин Павел Владимирович)                         | матрос                                                                                    | 29.06.1975      | 23.12.2023    | |
| 178. | Горбунов Костянтин Володимирович (рос. Горбунов Константин Владимирович)          | гвардії сержант                                                                           | 26.02.1977      | 01.06.2024    | |
| 179. | Мокроусов Іван Васильович (рос. Мокроусов Иван Васильевич)                        | майор, начальник служби РЕБ                                                               |                 | до 06.09.2024 | |

## Інтервенція РФ в Сирію
| п/п | Прізвище, ім'я, по-батькові                                      | Звання | Дата народження | Дата смерті |
| --- | ---------------------------------------------------------------- | ------ | --------------- | ----------- |
| 1.  | Позинич Олександр Михайлович (рос. Позынич Александр Михайлович) | матрос | 25.01.1986      | 24.11.2015  |
| 2.  | Бордов Сергій Валентинович (рос. Бордов Сергей Валентинович)     | майор  | 05.08.1974      | 19.04.2017  |